# Baldwin Park (Missouri)
Baldwin Park é uma vila localizada no estado americano de Missouri, no Condado de Cass.

## Demografia
Segundo o censo americano de 2000, a sua população era de 115 habitantes.
Em 2006, foi estimada uma população de 120, um aumento de 5 (4.3%).

## Geografia
De acordo com o United States Census Bureau tem uma área de
0,3 km², dos quais 0,2 km² cobertos por terra e 0,1 km² cobertos por água.

## Localidades na vizinhança
O diagrama seguinte representa as localidades num raio de 12 km ao redor de Baldwin Park.